# Glarisegg
Koordinaten: 47° 39′ 18″ N, 8° 57′ 24″ O; CH1903: 714040 / 279350

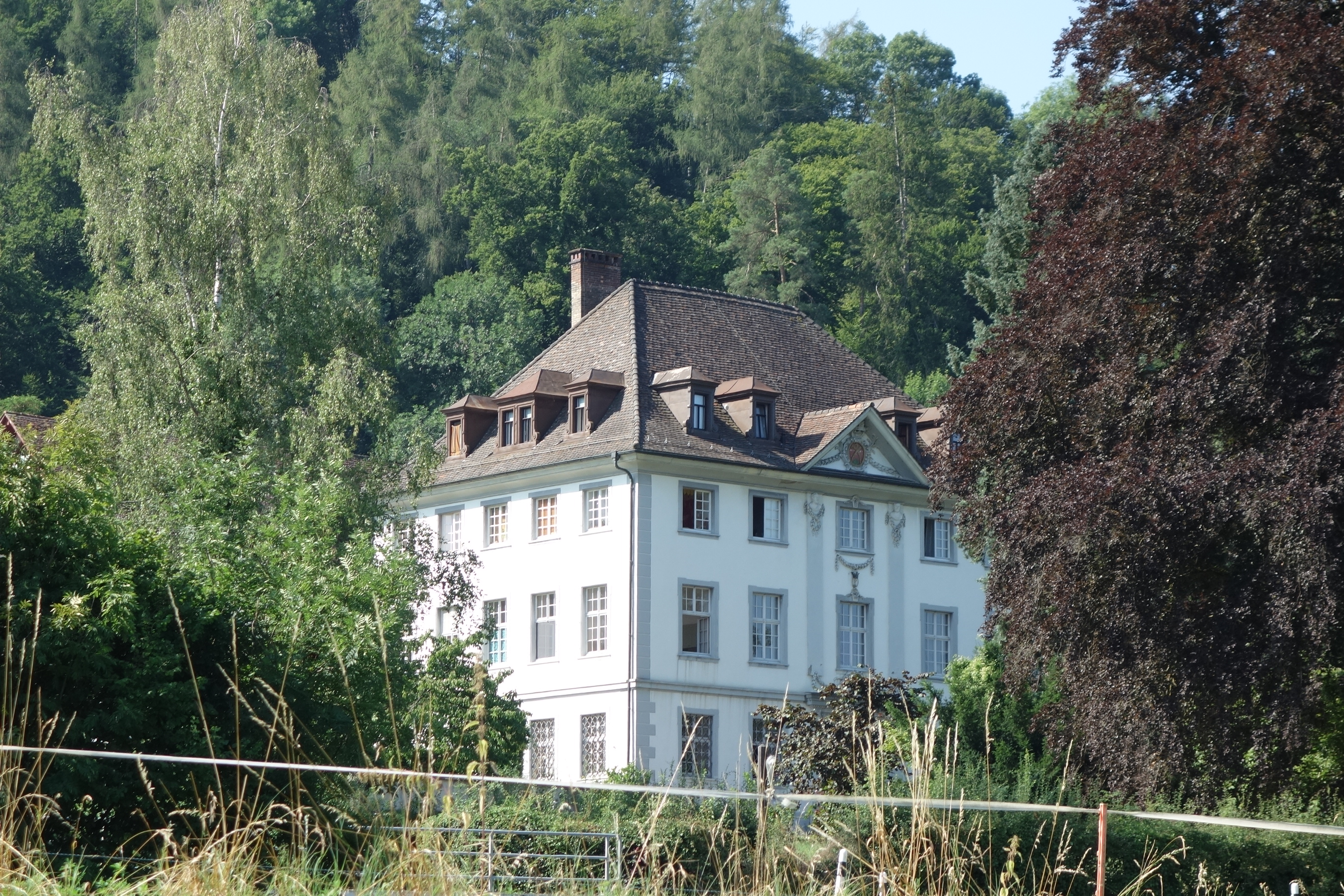
Schloss Glarisegg

Die Glarisegg ist ein Schloss zwischen Steckborn und Mammern im Kanton Thurgau in der Schweiz. Es ist im Inventar der schützenswerten Ortsbilder der Schweiz aufgeführt.

## Geschichte
Ende des 16. Jahrhunderts errichtete Heinrich von Gündelhart einen ersten repräsentativen Bau. 1774/1775 liess der in Paris zu Reichtum gekommene Bankier Daniel Labhart das heutige Schlossgebäude nach Plänen von Franz Anton Bagnato erstellen. Labhart starb bald nach Vollendung des Baues. 1779 kaufte es Christoph Kaufmann aus Winterthur. 1779 sprach Goethe in Glarisegg vor. Der Schlossherr war aber gerade nicht zu Hause, und Goethe schrieb aufs Hauptportal die Verse:
Ich hab als Gottes Spürhund frei

Mein Schelmenleben stets getrieben;

Die Gottesspur ist nun vorbei,

Und nur der Hund ist übrig blieben.
1783 wurde es zum Freisitz erhoben (bis 1798). 1806–1843 war das Schloss bewohnt von Graf Hermann von Elking aus Rudolstadt; 1843–1891 war es Eigentum des Fürsten von Schaumburg-Lippe.

## Landerziehungsheim

Luftbild von Walter Mittelholzer (1924)

1901 erwarben die Reformpädagogen Werner Zuberbühler und Wilhelm Frei Schloss Glarisegg. Sie eröffneten im Frühjahr 1902 das erste Landerziehungsheim in der Schweiz.
Zu den Lehrern gehörten Max Oettli (1902–1921), Hermann Gschwind (1904–1906), Charly Clerc (1908–1914), Otto Greyerz (1907–1915, ab 1916 Professor an der Universität Bern) und Albert Banderet sowie als Schulärztin Natalie Kirpitschnikowa, Oettlis erste Frau.
Zu den Schülern des Landerziehungsheims gehörten der Schriftsteller Friedrich Glauser (1910 bis 1913) der Philosoph Walter Robert Corti und Wladimir Rosenbaum.
1980 wurde der Schulbetrieb eingestellt. 1987–2001 war im Schloss eine Waldorfschule untergebracht.

## Gemeinschaft
2003 erwarb das Projekt Schloss Glarisegg die Liegenschaft, um einen Ort der Begegnung aufzubauen, der künstlerisches, therapeutisches sowie handwerkliches Schaffen vereint und von einem Kollektiv getragen wird.
Die Gemeinschaft Schloss Glarisegg versteht sich als Initiative, um eine neue Kultur zu entwickeln und in die Welt zu bringen. Ihre Mitglieder verbindet das Interesse, sich ein Umfeld zu erschaffen, das die persönliche Entwicklung jedes Einzelnen ermöglicht, um gemeinsam Verantwortung für die Welt zu übernehmen. Das Gemeinschaftsleben gestaltet sich durch gemeinsamen Alltag, künstlerisches Arbeiten und den Austausch in verschiedenen Kommunikationsformen, in denen Konflikte bearbeitet und persönliche Erfahrungen geteilt und in einen grösseren Kontext gestellt werden können.
Seit 2010 befindet sich die Gemeinschaft wieder im Wachstum und es sind insbesondere Familien zugezogen. Seit 2012 entstand ein Permakultur-Projekt, das heute mit Kursangeboten Menschen das Thema Permakultur näherbringt. Seit 2016 gibt es einen Waldkindergarten und eine „Läbesschuel“ (Privatschule), wo Kinder eine Form des ganzheitlichen Lernens erfahren können. Zum Gemeinschaftsprojekt gehören auch ein Seminarhotel, im Sommer ein Bistro am See, ein kleiner Buch- und Kunsthandwerksladen, die Kreativ- und eine Klangskulpturenwerkstatt. Die Gemeinschaft ist Mitglied im GEN Global Ecovillage Network Europe.